# قاي فركلين
قاي فركلين (بالفرنسية: Guy Fréquelin)‏ مواليد 2 أبريل 1945، هو سائق راليات فرنسي سابق بدأ مسيرته في سنة 1973. كان أول رالي له هو رالي كورسيكا 1973. تنافس في بطولة العالم للراليات. فاز بـ سباق رالي واحد. صعد على المنصة 7 مرات خلال مسيرته.

## فرق مثلها
- أوبل

## روابط خارجية
- قاي فركلين على موقع Rallye-info.com (الإنجليزية)
- قاي فركلين على موقع eWRC-results.com (الإنجليزية)